# Sebastes kiyomatsui
Sebastes kiyomatsui is een straalvinnige vissensoort uit de familie van schorpioenvissen (Sebastidae). De wetenschappelijke naam van de soort is voor het eerst geldig gepubliceerd in 2004 door Kai & Nakabo.